# Vlag van Halen
De vlag van Halen werd door de gemeenteraad op 6 maart 1989 officieel vastgesteld als de gemeentelijke vlag van de Belgisch Limburgse gemeente Halen. Op 6 juni 1989 werd hij door het Bestuur van Vlaanderen bevestigd en uiteindelijk gepubliceerd op 8 november 1989 in het officiële Belgisch Staatsblad.
Officieel wordt de vlag beschreven als:
Vier even hoge banen van zwart en van wit.
De kleuren van de vlag zijn ontleend aan het rechtse veld van het gemeentewapen, dat Halen en Loksbergen vertegenwoordigt, terwijl de vier banen staan voor de vier hoofdcomponenten van de gemeente, Halen, Loksbergen, Zelem en Zelk.

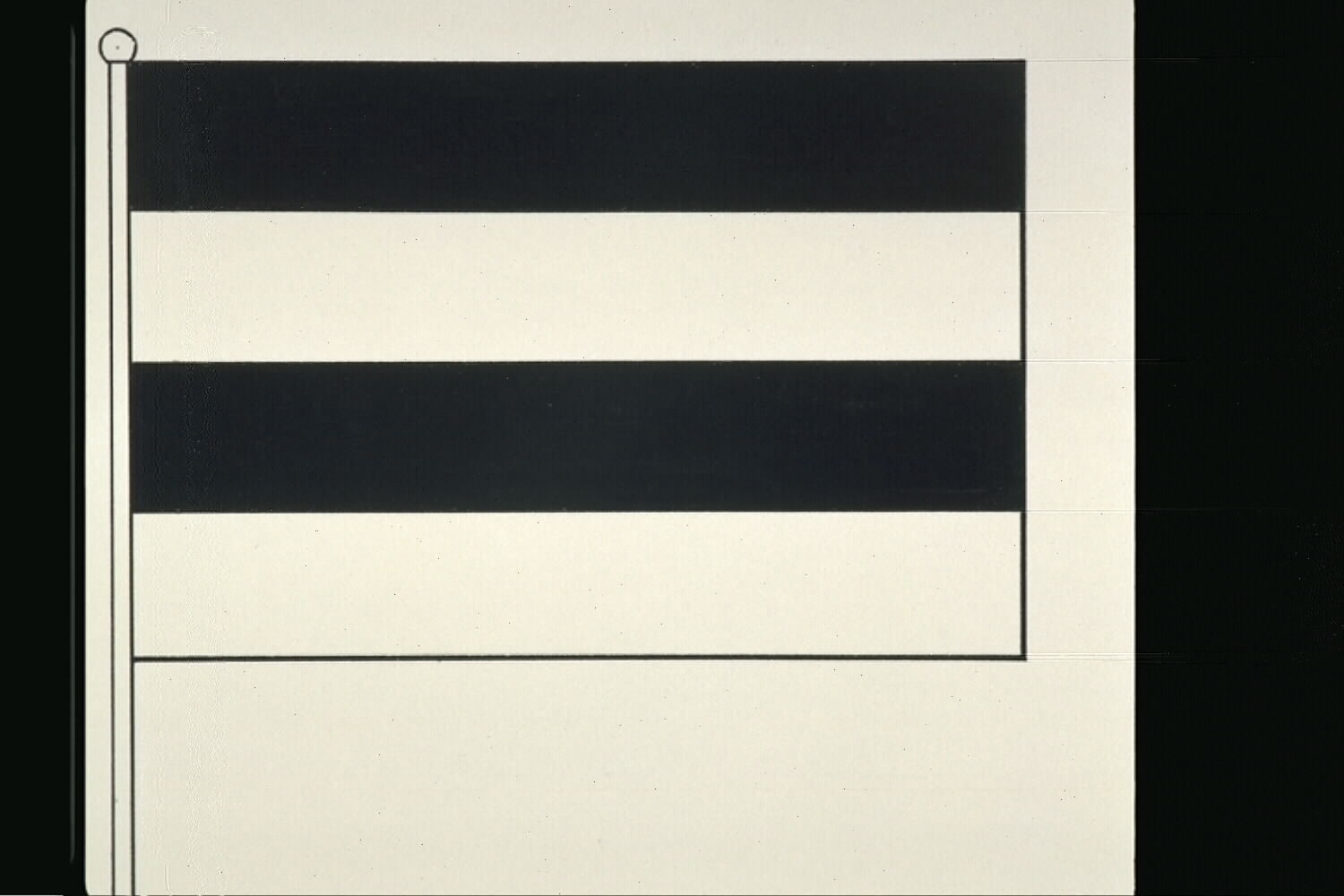
Officiële tekening van de vlag